# Günter Borchert (Geograph)

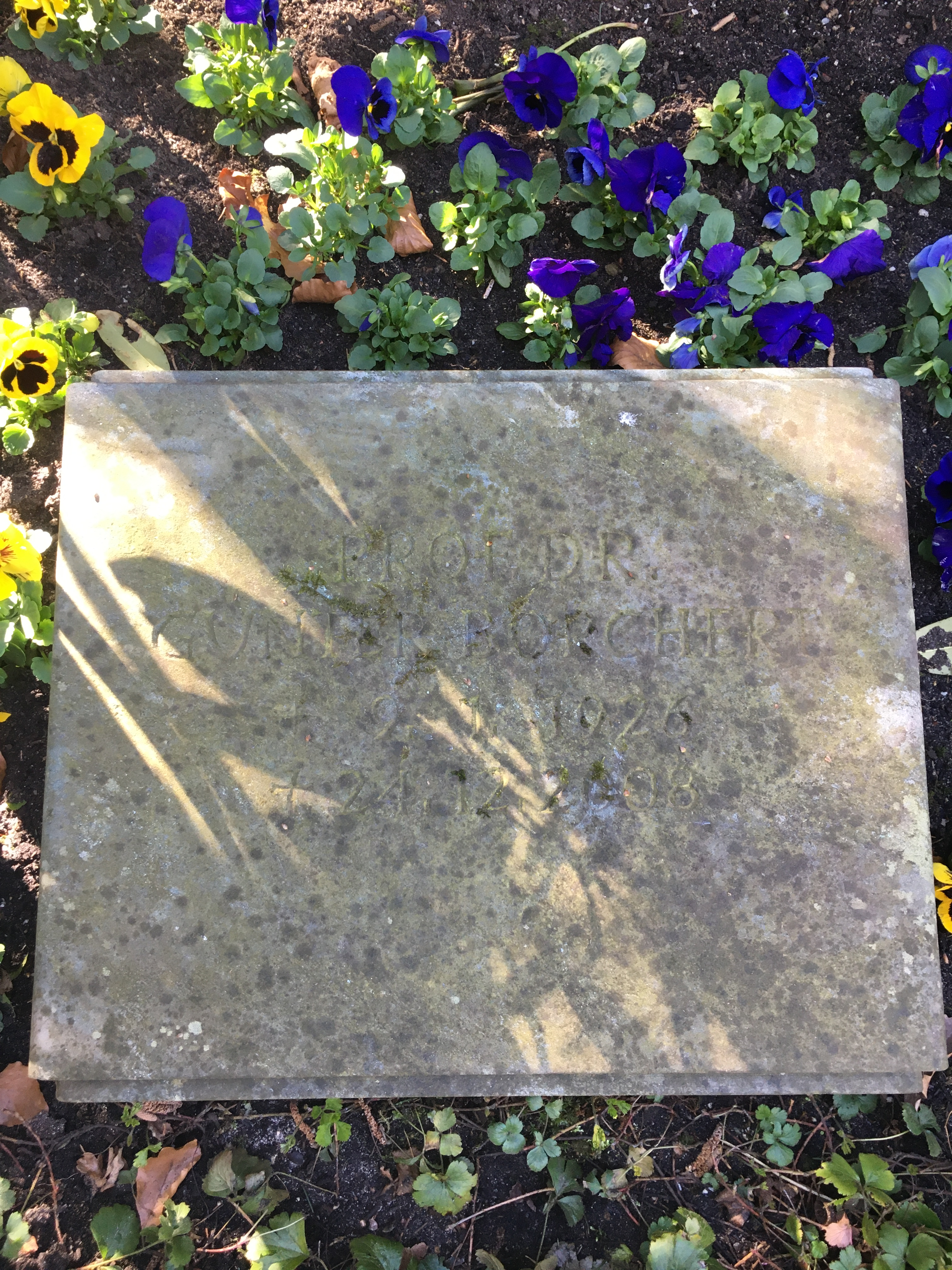
Grabstätte auf dem Friedhof Ohlsdorf

Günter Borchert (* 9. Januar 1926 in Uetersen; † 24. Dezember 2008) war ein deutscher Geograph.

## Leben
Nach der Promotion zum Dr. rer. nat. in Hamburg am 22. Juli 1953 und Habilitation an der Universität Hamburg 1962 war er dort von 1962 bis 1968 	Privatdozent für Geographie und von 1968 bis 1990 Professor für Geographie.
Seine letzte Ruhestätte fand Borchert auf dem Friedhof Ohlsdorf. Sie liegt im Planquadrat AB 29 südwestlich von Kapelle 6.

## Schriften (Auswahl)
- Die Wirtschaftsräume Angolas. Transportprobleme und Rentabilitätsgrenzen der Produktion. Hamburg 1967, OCLC 185744693.
- Die Wirtschaftsräume der Elfenbeinküste. Hamburg 1972, ISBN 3-87010-313-2.
- Agricultural efficiency in South Africa. A survey based on “value added per labour day”. Hamburg 1983, OCLC 263583975.
- Klimageographie in Stichworten. Berlin 1993, ISBN 3-443-03105-6.